# Книрим, Александр Александрович
Александр Александрович Книрим (12 [24] декабря 1837, с. Патриаршее, Воронежская губерния — 6 [19] декабря 1904, Санкт-Петербург) — русский юрист, сенатор, действительный тайный советник (1899), участник проведения судебной реформы 1860-х гг.

## Биография
Сын генерал-майора Александра Ивановича Книрима, происходившего из купеческого сословия.
В 1854 г. окончил Воронежскую гимназию. В 1858 г. окончил Императорское училище правоведения и начал службу в Министерстве юстиции; с 1860 г. — юрисконсульт консультации при Министерстве юстиции.
В 1862 г. назначен членом комиссии по составлению судебных уставов, где был одним из главных специалистов по гражданскому судопроизводству и судоустройству; способствовал развитию состязательности судебного процесса.
С 1863 г. — чиновник особых поручений 6-го класса при министре юстиции. В 1865 г. находился в распоряжении эстляндского, лифляндского и курляндского генерал-губернатора для участия в составлении его заключения о применении к Остзейскому краю главных начал преобразования судебной части России. В том же году участвовал в разработке законоположений по введению в действие судебных уставов 20 ноября 1864 г.
В 1866 г., при открытии петербургского окружного суда, назначен товарищем председателя в одно из гражданских его отделений, затем избран председателем петербургского коммерческого суда. В 1869 г. состоял в комиссии при Министерстве внутренних дел по делам столичного управления; в 1871 г. — в комиссии при Министерстве юстиции по вопросу о преобразовании коммерческих судов.
С 1872 г. — обер-прокурор гражданского кассационного департамента сената. С 1878 г. — сенатор того же департамента; с 1882 г. — помощник председателя, с 1900 г. — председатель комиссии по составлению проекта Гражданского уложения. В 1901 г. назначен членом Государственного совета.
В 1860-х гг. был помощником редактора «Журнала Министерства юстиции», опубликовал в нём несколько статей (например, «О ганноверском гражданском судопроизводстве»). С 1870 г. издавал с Н. А. Туром «Журнал гражданского и торгового права» (с 1872 г. — «Журнал гражданского и уголовного права», соредактор Н. С. Таганцев); в 1879 г. журнал передан петербургскому Юридическому обществу. Известны его переводы юридической литературы и сборники.
Похоронен в Петербурге на Тихвинском кладбище.

## Награды
- Орден Святого Владимира III и II степени
- Орден Святого Станислава I степени
- Орден Святой Анны I степени
- орден Белого орла
- Орден Святого Александра Невского

## Избранные труды
Источник — электронные каталоги РНБ.
- Книрим А. А. О новом проекте устава о векселях. — СПб.: тип. Правительствующего сената, 1895. — 126 с. — (из Журн. Юрид. о-ва. — 1894. — № 10; 1895. — № 2).
- Книрим А. А., Дорн Л. Б. Лекции по остзейскому праву, читанные в I классе Училища правоведения 1888/9 уч. г. — СПб., 1889.
- Систематический сборник решений Гражданского кассационного департамента Правительствующего сената за 1873 год / Сост.: А. Книрим, А. Боровиковский. — СПб., 1875.
  - . — СПб.: тип. А. М. Котомкина, 1875. — Т. 1: Материальное право. — 304 с.
  - . — СПб.: тип. М. Стасюлевича, 1875. — Т. 2: Судопроизводство. — 309 с.
- Систематический сборник решений Гражданского кассационного департамента Правительствующего сената за 1874 год / Сост.: А. Книрим, Е. Ковалевский. — СПб.: тип. М. Стасюлевича, 1876. — Т. 1: Материальное право; Т. 2: Судопроизводство. — 904 с.
- Систематический сборник решений Гражданского кассационного департамента Правительствующего сената за 1876 год / Сост.: А. Книрим, Е. Ковалевский. — СПб.: тип. М. Стасюлевича, 1878. — Т. 1: Материальное право; Т. 2: Судопроизводство. — 1190 с.

переводы
- Бентам И. О судоустройстве / Изл. с франц. А. Книрим. — СПб.: тип. Правительствующего сената, 1860. — 222 с. — (Прил. к Журн. М-ва Юст. — 1860. — Т. 4—5).
- Общегерманский вексельный устав = Allgemeine deutsche Wechselordnung / Пер. с нем. А. Книрима. — СПб.: тип. Акад. наук, 1879. — 77 с.